# 법성포초등학교 진량분교
법성포초등학교 진량분교는 전라남도 영광군 법성면 신장길1길 3 (신장리)에 있었던 분교이다.

## 연혁
- 1945년 10월 10일 법성포서공립국민학교 개교(설립인가 9월 2일)
- 1951년 4월 1일 진량국민학교로 교명 변경
- 1957년 9월 5일 신장리 692로 교사 이전
- 1964년 11월 1일 월산분교장 개설
- 1971년 9월 7일 법성동국민학교 분리 이관
- 1982년 3월 8일 병설유치원 개원
- 1989년 3월 1일 특수학급(1학급) 편성
- 1996년 3월 1일 진량초등학교로 교명 변경
- 2000년 3월 1일 분교장으로 격하(법성포초등학교 진량분교)
- 2013년 3월 1일 본교로 통합